# Conseiller principal d'éducation
Pour les articles homonymes, voir CPE.
En France, le conseiller principal d'éducation (CPE) est un fonctionnaire d'État de catégorie A qui exerce des responsabilités éducatives dans un collège, un lycée ou un lycée professionnel. Il dépend généralement du ministère de l'Éducation nationale, ou plus rarement du ministère de l'Agriculture lorsqu'il exerce en lycée agricole.

## Les missions

### Les textes officiels
Les missions générales des conseillers principaux d'éducation (CPE) sont définies à l'article 4 du décret n° 70-738 du 12 août 1970 (modifié par le décret n° 89-730 du 11 octobre 1989) relatif au statut particulier des conseillers principaux d'éducation : « Sous l'autorité du chef d'établissement, les conseillers principaux d'éducation exercent leurs responsabilités éducatives dans l'organisation et l'animation de la vie scolaire, organisent le service et contrôlent les activités des personnels chargés des tâches de surveillance. Ils sont associés aux personnels enseignants pour assurer le suivi individuel des élèves et procéder à leur évaluation. En collaboration avec les personnels enseignants et d'orientation, ils contribuent à conseiller les élèves dans le choix de leur projet d'orientation. »
La circulaire du 10 août 2015 actualise les missions des CPE au regard du référentiel de compétences du 1er juillet 2013 et de l'évolution du fonctionnement des établissements publics locaux d'enseignement. Elle précise les trois domaines dans lesquels se répartissent leurs responsabilités :
- la politique éducative de l'établissement
  - participer à l'élaboration et à la mise en œuvre de cette politique,
  - contribuer à une citoyenneté participative.
- le suivi des élèves
  - assurer le suivi pédagogique et éducatif individuel et collectif des élèves,
  - assurer des relations de confiance avec les familles ou les représentants légaux des élèves.
- l'organisation de la vie scolaire
  - organiser l'espace scolaire et la gestion du temps au sein de l'externat, de la demi-pension et de l'internat,
  - contribuer à la qualité du climat scolaire,
  - animer l'équipe de vie scolaire.

Elle précise également que « L'ensemble des responsabilités exercées par le CPE se situe dans le cadre général de la « vie scolaire » qui peut se définir ainsi : placer les adolescents dans les meilleures conditions de vie individuelle et collective, de réussite scolaire et d'épanouissement personnel. »
Leur temps de travail hebdomadaire est fixé à quarante heures quarante minutes réparties sur 39 semaines dont :
- 35 heures hebdomadaires inscrites dans leur emploi du temps ;
- 4 heures par semaine laissées sous leur responsabilité pour l’organisation de leurs missions (ces heures correspondent au résultat des négociations liées à l'application des 35 heures dans la fonction publique) ;
- un temps de pause quotidien de 20 minutes, non fractionnable, pour 6 heures travaillées.

Les 39 semaines de travail correspondent aux 36 semaines scolaires auxquelles s'ajoutent trois semaines de travail pendant les vacances scolaires : il s'agit de la première et la dernière semaine des vacances d'été, et d'une semaine de permanence administrative prise sur les autres périodes de vacances.
Le temps de travail des CPE responsables d'internat est calculé selon des modalités particulières. En outre, s'il est logé par nécessité absolue de service, le CPE peut être tenu d'effectuer un service d'astreinte.

### Travail quotidien
Si la réalité du travail quotidien varie assez sensiblement selon le contexte local, les publics accueillis, la typologie de l'établissement et les priorités qu'il s'est fixées, il demeure possible de décrire quelques grandes constantes :
- le conseiller principal d'éducation est responsable de l'organisation du service des personnels de Vie scolaire et prend généralement part à leur recrutement
- il participe à la définition des besoins en matière de gestion de flux d'élèves durant le temps hors classe, élabore la grille des postes permettant une surveillance optimale et conseille le chef d'établissement sur les questions relatives à la sécurité des élèves.
- l'action du CPE participe à une individualisation du rapport à l'école pour chacun des élèves. Il propose un accueil individuel en marge du groupe-classe. Il facilite un processus de clarification et d'explicitation des enjeux et essaie de faire coïncider l'action de l'école avec la trajectoire individuelle de chaque élève.
- échanges et entretiens avec les parents d'élèves : le CPE est un interlocuteur privilégié pour les parents d'élèves (signalement des absences et des problèmes liés au comportement, élaboration du projet personnel de l'élève, suivi de la scolarité au sens large…).
- collaboration étroite avec les autres membres de l'équipe pédagogique : avec le professeur principal, un professeur en particulier, le psychologue de l'Éducation nationale (PsyEN) et le service médico-social de l'établissement (infirmier, médecin scolaire, assistant de service social). Il recherche et met en œuvre des solutions adaptées aux problématiques des élèves.
- rôle d'interface, sous l'autorité du chef d'établissement, avec les partenaires de l'établissement : relations avec les autres établissements scolaires du secteur, avec les services éducatifs de la ville, avec la police et les services sociaux de proximité.
- participation aux instances de l'établissement :
  - organisation et coordination du processus d'élection et de formation des délégués-élèves dans les différentes instances de l'établissement,
  - membre de droit au conseil d'administration, au conseil pédagogique, au comité d'éducation à la santé et à la citoyenneté et au conseil de discipline, il participe souvent à d'autres instances instituées au sein de l'établissement : conseil de vie lycéenne (ou collégienne), commission permanente, commission fonds sociaux, commission restauration ou internat...
- mise en œuvre et coordination de projets et d'actions éducatives diverses.
- préparation et suivi des projets d'orientation des élèves.
- préparation de rentrée : accueil des nouveaux élèves.
- prise en charge de la gestion quotidienne des problèmes médicaux courants (en l'absence d'infirmière) : si aucun personnel médical ne se trouve dans l'établissement, les élèves sont généralement conduits en Vie scolaire. Le CPE n'est pas habilité à prodiguer des soins, mais il prendra en charge l'élève, préviendra les parents, voire les secours en cas d'urgence.

## Recrutement et carrière

### Recrutement
Les conseillers principaux d'éducation sont des fonctionnaires d'État de catégorie A (cadres supérieurs), désormais recrutés par un concours national externe au niveau master (Bac+5), par un concours national interne de même niveau ouvert aux personnels ayant effectué au moins trois années de service public et titulaires d'une licence (bac +3), ainsi que par un troisième concours, accessible à qui a accumulé cinq années d'expériences professionnelles dans le cadre de contrats de droit privé, sans condition de diplôme.
Le nombre d'inscrits au concours externe a diminué de moitié entre 2010 et 2011, lorsque le niveau requis pour se présenter au concours est passé de bac +3 à bac +5, mais il est reparti à la hausse depuis. Il reste très élevé relativement au nombre de postes ouverts chaque année, qui oscille entre 200 et 300 depuis 2008.
Il est également possible d'exercer le métier de conseiller principal d'éducation en tant que personnel non titulaire « faisant fonction », avec le statut de contractuel.

### Rémunération
Le traitement et le déroulement de carrière des conseillers principaux d'éducation titulaires sont calqués sur ceux des professeurs certifiés (tout comme les professeurs des écoles et les psychologues de l’Éducation nationale).
À compter du 1er septembre 2017, le corps des conseillers principaux d'éducation comporte trois classes : la classe normale, qui comprend onze échelons, la hors-classe, qui comprend sept échelons et la classe exceptionnelle qui termine à l'échelle lettre HEA. Le rythme d'avancement dépend des évaluations réalisées conjointement par le chef d'établissement et par l'IA-IPR EVS à l'issue de trois « rendez-vous de carrière » (accès au 7e et au 9e échelon, à la hors-classe).
Leur rémunération mensuelle comprend :
- dans tous les cas :
  - éventuellement une indemnité pour missions particulières (IMP).
  - le traitement indiciaire de base, produit de la valeur du point d'indice de la fonction publique multipliée par le nombre de points correspondant à l'échelon atteint,
  - une indemnité forfaitaire (228,66€),
  - Une prime d'attractivité variable jusqu'au 9e échelon ;
- le cas échéant :
  - un supplément familial de traitement, complément versé aux agents publics en raison de leurs charges de famille,
  - une indemnité de résidence (calculée en fonction de la zone territoriale dans laquelle est classée la commune d'exercice : 3 % du traitement indiciaire brut en zone 1, 1 % en zone 2, 0 % en zone 3),
  - une indemnité pour exercice en réseau d'éducation prioritaire : cette indemnité est en 2015 de 144,50 € par mois, ou variable jusque 500 € par mois lorsque l'agent exerce son activité dans un établissement classé « REP+ » (renforcé),
  - des heures supplémentaires de Vie Scolaire ou de face-à-face pédagogique avec les élèves.

Certains conseillers principaux d'éducation sont en outre logés dans leur établissement par nécessité absolue de service (c'est presque toujours le cas lorsqu'il existe un internat).

### Carrière
Pour l'instant, les conseillers principaux d'éducation ont peu de perspectives d'évolution de carrière. Il n'existe pas d'agrégation d'éducation vie scolaire ou d'équivalent et l'accès aux corps d'inspection est théoriquement possible statutairement mais il n'existe pas de corps d'inspection spécifique pour les conseillers principaux d'éducation : l'IA-IPR « EVS » (Inspecteur d'académie - Inspecteur pédagogique régional « Établissement et Vie scolaire ») exerce dans les faits une autorité sur à la fois les personnels de direction stagiaires, les conseillers principaux d'éducation et les professeurs documentalistes. Selon un texte de l'inspection générale, les IA « peuvent participer » à leur évaluation. L'intégration au sein des équipes de Direction, réalité de terrain principalement en lycée, semble désormais moins faire débat au sein de la catégorie eu égard aux responsabilités croissantes qu'ils doivent assumer dans leurs missions de personnels d'encadrement et d'éducation.
De ce fait, beaucoup de conseillers principaux d'éducation tentent (et réussissent plutôt mieux que la moyenne des candidats) le concours de personnel de direction pour devenir proviseurs de lycée ou principaux de collège (ou adjoints, dans un premier temps).

## Histoire

### 1847: le surveillant général
Les CPE sont les descendants directs des surveillants généraux. Ce corps de fonctionnaires, créé en 1847, se voyait principalement attribuer des missions liées à la discipline des élèves : contrôler les absences et les retards, surveiller les élèves dans la cour ou à l’étude et sonner la cloche. Ces missions ont contribué à forger l’image caricaturale du « surgé », « père Fouettard en blouse grise », dans un contexte où c'est essentiellement l'élite sociale qui entre au lycée (ce n'est qu'à la fin des années 1920 que les premiers enfants issus des classes populaires commencent à avoir accès à l'enseignement secondaire).
En 1932, le ministère de l'Instruction publique change de nom pour devenir ministère de l'Éducation nationale, affirmant ainsi l'ambition nouvelle d'éduquer gratuitement la Nation, et non plus seulement de lui dispenser une instruction élémentaire. Cinq ans plus tard, la création du corps dit des MI-SE (maîtres d’internat et surveillants d’externat) permet aux surveillants généraux de se consacrer à des tâches plus éducatives.
Après la Seconde Guerre mondiale, le système éducatif français connaît de profonds bouleversements. Le développement rapide de l'industrie et la reconstruction exigent de former chaque année des dizaines de milliers de nouveaux spécialistes, techniciens et ingénieurs : l'enseignement secondaire qui traditionnellement accordait une très grande place à la culture classique doit davantage s'ouvrir aux sciences appliquées et à l'enseignement technique, qui n'en est alors qu'à ses balbutiements (loi Astier de 1919 instaurant l'apprentissage avec cours gratuits et obligatoires pour obtenir le CAP). De nouveaux types d’établissement sont créés (CET, CEP) et le public scolaire se massifie et se diversifie. C’est aussi l’essor des mouvements d’éducation populaire, des colonies de vacances, souvent initiées par des personnels de l’Éducation nationale. Cette profonde mutation du système éducatif amène vite une réflexion sur la place des adolescents dans la société et la prise en compte de leurs spécificités.
Les surveillants généraux commencent à vouloir rompre avec leur image répressive et se voient reconnaître des missions d’animation socio-éducative en 1965.

### 1968: la mutation
Les événements de mai 68 sont suivis d’une profonde remise en question de nos modèles sociaux et éducatifs. L’institution commence à prendre en compte les nouvelles spécificités de la jeunesse qui réclame une reconnaissance plus éducative et moins répressive de la part de l’État.
Le surveillant général laisse la place aux conseillers et conseillers principaux d'éducation, dont le métier sera davantage basé sur l’écoute, le suivi de l’élève et l’animation socio-éducative. En 1970 est créé le corps des conseillers d'éducation et celui des conseillers principaux d'éducation (CE et CPE), les premiers de catégorie B exerçant en collège et les seconds de catégorie A exerçant en lycée.
Une nouvelle circulaire datée de 1972 déterminera un peu plus précisément leurs missions autour de « tâches pédagogiques », d’« animation éducative » et de « sécurité physique et morale des élèves ». Toutefois, la structure et la rédaction de cette circulaire pose comme socle préalable et de manière très précise le côté disciplinaire et la filiation aux surveillants généraux. Cette circulaire de 1972 et son architecture permet de saisir, avec un regard historique, les tensions de l’époque qui s’expriment pleinement. L’évolution des contours et contenus des missions des Conseillers Principaux d'Éducation est en marche.
L’alternance politique et un front syndical actif vont permettre d’aboutir à l’écriture d’une deuxième circulaire de mission en 1982 pour les CE-CPE. Cette circulaire fixe leur service hebdomadaire à 39 heures et leur accorde davantage de responsabilités et d'autonomie en les détachant des équipes de directions auxquelles ils étaient toujours fortement soumis et en affirmant les spécificités de leur métier.

### 1989: l'élève au centre du système éducatif
Des mesures sont prises pour rapprocher le statut des CE-CPE de celui des enseignants, et leur rôle en matière d'élaboration du projet d'orientation et d'évaluation des élèves est affirmé en 1989 dans la réécriture de la circulaire de 1972. La Loi d’orientation pour l’École de la même année abolit le statut de CE pour ne garder que celui de CPE, et organise un vrai concours externe pour leur recrutement. Par la suite les CPE ont bénéficié d’une formation initiale en IUFM à l’instar des professeurs des lycées et collèges et des professeurs des écoles.
Les CPE doivent faire face à de nouveaux enjeux tels que l’intégration d’élèves en rupture, l’individualisme et le consumérisme ou encore l'initiation à un modus vivendi citoyen et responsable. Faits de violence, décrochage scolaire et difficultés d'intégration font la une des journaux dans une société qui demande beaucoup à l'école, régulièrement interrogée et sollicitée pour répondre à des enjeux de société qui bien souvent la dépassent. Les années 1990 sont marquées par les polémiques sur le port du voile, la montée des tensions communautaires et du chômage : le diplôme n'est plus une garantie d'emploi, le sens et l'utilité de l’École sont remis en question. Les CPE sont directement confrontés à toutes ces problématiques et investissent davantage encore la question du « vivre ensemble » : c'est l'époque où l'accent est mis sur l'éducation à la citoyenneté, où on crée les conseils de vie lycéenne et d'autres instances de dialogue dans les établissements. La politique du projet est déclinée à l'école : les CPE sont sollicités pour contribuer à élaborer le volet « vie scolaire » des projets d'établissement. Désormais la classe n'est plus l'entité unique où tout se passe : l'école doit être capable de trouver une réponse pour chacun des élèves d'une classe d'âge, avec leurs spécificités, leurs difficultés et leurs potentialités, ce qui requiert la mise en place d'équipes pluridisciplinaires, associant infirmière scolaire, assistante sociale, CPE et professeurs, ainsi que bien souvent plusieurs partenaires extérieurs.

### 2011: la mastérisation
Depuis 2011, les candidats au concours doivent posséder un master ou être inscrits en dernière année de master. Leur formation initiale est désormais prise en charge par les Instituts Nationaux Supérieurs du professorat et de l'éducation (INSPE), récemment ouvertes au sein des Universités pour prendre le relais des IUFM et des ESPE.
Le métier de conseiller principal d'éducation n'existe que depuis une quarantaine d'années et reste une spécificité du système éducatif français[réf. nécessaire], souvent peu lisible de l'extérieur. Actuellement, ils sont environ 12 000 à exercer leurs fonctions au sein du ministère de l'Éducation nationale.
Dans ce contexte, le métier de conseiller principal d'éducation est souvent réinterrogé voire remis en cause par l’institution soucieuse d'économie budgétaire :
- l'annonce de la création effective à la rentrée scolaire 2009/2010 des médiateurs de la réussite scolaire en France a offert matière à réflexion concernant les propositions expérimentales des ministères successifs pour pallier la quasi inexistence du recrutement de conseillers principaux d'éducation (seulement 300 postes ouverts au concours externe et 60 au concours interne au titre de la session 2014). Aujourd'hui, les contrats des médiateurs de réussite scolaire, qui ne pouvaient être prolongés au-delà de deux années, sont tous arrivés à leur terme et n'ont pas été renouvelés ;
- expérimentation du poste de préfet des études au sein des établissements participant au dispositif « Éclair » (écoles, collèges et lycée pour l'ambition innovation et la réussite), assimilant différentes missions assumées actuellement par les conseillers principaux d'éducation, les Psy-En, les professeurs principaux et les adjoints aux chefs d'établissements ;
- depuis longtemps déjà, certains syndicats revendiquent la création d'une agrégation d'éducation ou la création d'une classe exceptionnelle après la hors-classe, les conseillers principaux d'éducation n'ayant souvent comme seule perspective de carrière que de passer le concours de personnel de direction ou d'inspecteur de l'Éducation nationale (IEN) ;
- le référentiel interministériel des métiers prévoyant la diminution du nombre de corps de fonctionnaires[7],[8],[9] ;
- l'intégration des conseillers principaux d'éducation dans des équipes de direction élargies : dans le cadre de l'élaboration de la loi dite de « Refondation de l'École de la République » initiée par le ministre Vincent Peillon, le vieux débat sur l'intégration des conseillers principaux d'éducation dans les équipes de direction est ravivé, notamment eu égard aux responsabilités croissantes qu'ils doivent assumer dans les missions éducatives de l'école ; une seule organisation syndicale[Laquelle ?][réf. souhaitée] revendique d'aller dans cette direction, les autres solutions longtemps envisagées comme perspective d'évolution de carrière (création d'une agrégation d'éducation ou d'une nouvelle grille de rémunération distincte de celle des professeurs certifiés) semblant désormais écartées.